# Michael Cade
Michael Cade (Elmwood Park, Nova Jérsei, 14 de Junho de 1973) é um ator estadunidense, mais conhecido por ter interpretado Sylvester Winkle na série de televisão do TNBC, California Dreams. Outras aparições notáveis em programas de televisão foram as que ele fez em Baywatch, 7th Heaven e General Hospital.

## Filmografia

### Televisão
- 1998 The Two Brians como Jamie
- 1997 General Hospital como Vince
- 1997 Something So Right como Sean
- 1997 California Dreams como Sylvester "Sly" Winkle
- 1996 7th Heaven como Lou
- 1994 The Adventures of Brisco County Jr. como Tommy Trahern
- 1993 Life Goes On como Bob
- 1992 Baywatch como Bobby

### Cinema
- 2010 Rain from Stars como Lou
- 2007 Along the Way como Warren
- 2007 The Trip como Christopher
- 2001 Totally Blonde como Vic
- 2000 The Haven como Warren
- 1996 Toto Lost in New York como Dunghy
- 1992 Chaplin como Sydney Chaplin Jr.